# 二反長音蔵
二反長 音蔵（にたんちょう おとぞう、1875年（明治8年）7月1日 - 1951年（昭和26年）8月7日）は、
日本の農民・農業技術者。阿片の材料となるケシの日本国内栽培に尽力した。「日本の阿片王」と称された。

## 来歴
大阪府三島郡福井村（現在の茨木市）の出身。旧姓は川端。
20歳頃よりアヘン材料となるケシの栽培に興味を示し、台湾総督府要人の後藤新平のバックアップを得ることに成功、福井村でケシ栽培をはじめる。以後ケシの栽培技術と品種の改良に努め、モルヒネ含有量が従来品種の数倍多い三島種を開発した。
昭和戦前期に日本は満州・朝鮮・内蒙古などの植民地・占領地でケシを栽培してアヘンを製造し、これが軍部の収入源となっていた。音蔵は日本国内はもとよりこれらの地域に赴いて、ケシ栽培の技術指導に努めるとともに阿片販売にも携わった。著作に「ケシ栽培及阿片製造法」がある。

## 家族
子の半二郎は二反長半（にたんおさ・なかば）の筆名で小説家・児童文学者となり、父の伝記『戦争と日本阿片史』を著している。

## 関連書籍
- 二反長半『戦争と日本阿片史 - 阿片王二反長音蔵の生涯』すばる書房、1977年
- 倉橋正直『日本の阿片王 - 二反長音蔵とその時代』共栄書房